# 列蒂省
列蒂省（義大利語：Provincia di Rieti）是意大利拉齐奥大区的一个省，首府列蒂，人口153,258（2005年）。